# BFD HG 3/4
Les locomotives HG 3/4 ou selon la classification française 130 T, ont été construites en Suisse par la SLM à Winterthour pour le chemin de fer reliant Brigue à Disentis par les cols de la Furka et de l'Oberalp, exploité par les compagnies Brig-Furka-Disentis (BFD) puis Furka-Oberalp (FO).
La série a compté dix machines, il en reste aujourd'hui quatre, toutes en état de marche.

## Technique
Les locomotives HG 3/4 sont des machines de type compound à adhérence et crémaillère, à vapeur surchauffée pour l'écartement 1 000 mm, et crémaillère Abt. Le timbre est à 14 bars. Elles ont été construites à 10 exemplaires dont 4 existent encore aujourd'hui qui sont en état de marche (l'une cependant ne fonctionne plus qu'en mode adhérence uniquement).
Les machines disposent de plusieurs types de freinage : à vide, contre-vapeur, à main.
Pour la surchauffe, les tubes ont un diamètre de 118 mm et une longueur de 2 950 mm.
L'empattement entre les essieux est de 5,325 m.

## Liste des locomotives
- HG 3/4 n° 1, 130 SLM (2315), 1913, 1947, vendue aux Chemins de fer indochinois (CFI), DFB n° 1 "Furkahorn"
- HG 3/4 n° 2, 130 SLM (2316), 1913, 1947, vendue aux Chemins de fer indochinois, Dampfbahn Furka-Bergstrecke, à restaurer
- HG 3/4 n° 3, 130 SLM (2317), 1913, 1969, vendue au Chemin de fer Blonay-Chamby, BFD n° 3
- HG 3/4 n° 4, 130 SLM (2318), 1913, 2005, mise à disposition de la Dampfbahn Furka-Bergstrecke, FO n° 4
- HG 3/4 n° 5, 130 SLM (2415), 1914, 1965, réformée
- HG 3/4 n° 6, 130 SLM (2416), 1914, 1947, vendue aux Voies ferrées du Dauphiné (F)
- HG 3/4 n° 7, 130 SLM (2417), 1914, 1941, vendue au Chemin de fer Bière-Apples-Morges (BAM), 1947 Voies ferrées du Dauphiné (F)
- HG 3/4 n° 8, 130 SLM (2418), 1914, 1947, vendue aux Chemins de fer indochinois, Dampfbahn Furka-Bergstrecke, à restaurer
- HG 3/4 n° 9, 130 SLM (2419), 1914, 1947, vendue aux Chemins de fer indochinois, Dampfbahn Furka-Bergstrecke, DFB n° 9 "Gletschhorn"
- HG 3/4 n° 10, 130 SLM (2420), 1914, 1965, détruite dans une avalanche

### Machines sauvegardées
HG 3/4 DFB No 1, "Furkahorn" : circule sur la ligne sommitale de la Furka depuis 1993
HG 3/4 DFB No 2 : châssis et divers éléments rapatriés du Viet-Nam pour restauration future
HG 3/4 BFD No 3 : circule sur la ligne du chemin de fer musée Blonay-Chamby
HG 3/4 FO No 4 : circule sur la ligne sommitale de la Furka depuis 2006
HG 3/4 DFB No 8 : châssis et divers éléments rapatriés du Vietnam pour restauration future
HG 3/4 DFB No 9, "Gletschhorn" : circule sur la ligne sommitale de la Furka depuis 1993
Les machines 1 et 9 ont été rapatriées de la ligne Tháp-Chàm - Dà-Lat au Vietnam lors de l'opération "Back to Switzerland" en 1989.
La FO n° 4 a toujours été propriété du chemin de fer Furka - Oberalp (aujourd'hui Matterhorn Gothard Bahn),
La BFD n° 3 a subi une restauration en 2001 au Blonay-Chamby où son train adhérence a été complètement révisé.